# Jim Watt
Jim Watt est un boxeur écossais né le 18 juillet 1948 à Glasgow.

## Carrière
Passé professionnel en 1968, il devient champion britannique des poids légers en 1972, 1975 et 1977 puis champion d'Europe EBU le 5 août 1977 et enfin champion du monde WBC de la catégorie le 14 février 1979 en stoppant au 12e round Alfredo Pitalua. Watt conserve sa ceinture à 4 reprises aux dépens de Robert Vasquez, Charlie Nash, Howard Davis Jr et Sean O'Grady avant d'être à son tour battu par Alexis Arguello le 20 juin 1981. Il met un terme à sa carrière après ce combat sur un bilan de 38 victoires et 8 défaites.

## Référence
1. ↑  (en) Jim Watt vs. Alexis Arguello (boxrec.com)